# O Historiador
The Historian (em português O Historiador) é um romance publicado em 2005 por Elizabeth Kostova sobre uma busca que passa através dos últimos cinco séculos, pelo Drácula histórico.
A trama se passa na Europa do período da Guerra Fria, onde uma menina, filha de um diplomata, descobre uma série de cartas misteriosas dentro de um livro na biblioteca de seu pai.
Após pesquisas e histórias contadas por seu pai, a menina descobre o legado que foi deixado a ela. 
Nas histórias do pai, ele conta que em sua época de pós-graduação em História, ele conheceu um professor, Bartholomew Rossi, que antes de seu desaparecimento misterioso, deixou-lhe o livro com as cartas, nas quais ele afirma ter descoberto que Conde Drácula ainda estava vivo.
O livro percorre a natureza da história e na sua relevância para o mundo atual.
O romance (o primeiro de Kostova) apareceu na lista dos mais vendidos do New York Times durante o verão e o inverno de 2005. O Historiador foi nomeado o Livro do Ano pelo Book Sense, na categoria Ficção Adulta. Seus direitos cinematográficos foram comprados pela Sony.